# The Big Mash Up Tour
A The Big Mash Up Tour a Scooter 2012-ben megrendezett turnéja, melyen a turné címét adó albummal járták Németországot, illetve egy alkalommal Svájcba is eljutottak. Mivel a lemez vegyes érzelmeket váltott ki a rajongókból, ezért már korábban bejelentették a Facebook-oldalukon, hogy az album számai mellett újrafeldolgozott klasszikusokat, váratlan meglepetéseket, és rég nem hallott számokat is fognak játszani. Március 22-én kezdődött a turné és április 6-án ért véget. Közvetlen beharangozásképp pedig kiadták az It’s A Biz-t kislemezen. A repertoárba újra visszakerült a Faster Harder Scooter, jelentősen átdolgozva, és a több mint tíz éve nem játszott I’m Your Pusher is, ez utóbbi egy Second Chapter-medleybe dolgozva. Egy nagyon régi B-oldalas szám, a Back In Time is helyet kapott a műsorban, Rick J. Jordan pedig zongoraimprovizációval szórakoztatta a közönséget. Az újítások mellett azonban több dal, melyek már évek óta a műsor részét képezik, megmaradt.
A turné legelső, hamburgi állomását az interneten ingyenesen közvetítették, így azok a rajongók, akik nem lehettek ott, otthonról élvezhették. Annak ellenére, hogy egy profi módon elkészített, remekül megvágott anyagról van szó, sosem adták ki, kizárólag az interneten található meg több videomegosztó portálra feltöltve, legtöbbször "Live In Hamburg 2012" címen.

## Dalok listája
A scootertechno.ru információi alapján a következő dalok hangzottak el a turné során:
1. Intro
2. Faster Harder Scooter (2012-es felújított, félig dubstep változat) + Ramp! (The Logical Song)
3. Sugary Dip (csak a legelső helyszínen)
4. The Only One
5. David Doesn’t Eat
6. See Your Smile
7. Stuck on Replay (hosszú változat) (csak a legelső helyszínen)
8. Beyond The Invisible (csak a legelső helyszínen)
9. UFO Phenomena + Bang Bang Club + Shake That!
10. I’m Your Pusher + Fuck The Millennium + Habanera + Call Me Mañana
11. Jigga Jigga!
12. The Leading Horse
13. It’s A Biz
14. Back In Time (Rick zongoraimprovizációjával)
15. Jumping All Over the World
16. The Question Is What Is the Question
17. C’est Bleu
18. J’adore Hardcore (hosszú változat)
19. Jump That Rock!
20. Nessaja
21. One (Always Hardcore)
22. Maria (I Like It Loud)
23. How Much Is the Fish? (a 2008-as változat továbbgondolva, Chicane "Saltwater" című számát is beledolgozva)
24. Energy 52 – Café Del Mar + Hyper Hyper (2004-es változat feljavítva) + Move Your Ass! (hardstyle verzió)

## Helyszínek
- március 22. – Hamburg, o2 World
- március 23. – Aachen, Tivoli Eissporthalle
- március 24. – Saarbrücken, E Werk
- március 26. – Frankfurt, Jahrhunderthalle
- március 27. – Essen, Grugahalle
- március 29. – Bréma, Pier 2
- március 30. – Bielefeld, Stadthalle
- március 31. – Lipcse, Arena
- április 2. – Kempten, Big Box
- április 3. – Zürich (Svájc), Komplex 547
- április 4. – München, Zenith
- április 6. – Berlin, o2 World